# Jijila
Jijila est une commune roumaine située dans le județ de Tulcea.